# Три Аморове стреле
„Три Аморове стреле” је југословенски ТВ филм из 1959. године. Режирао га је Јован Коњовић а сценарио је написао Александар Обреновић по мотивима приче Антона Чехова.

## Улоге
| Глумац                  | Улога                 |
| ----------------------- | --------------------- |
| Мери Бошкова            |                       |
| Оливера Марковић        |                       |
| Живојин Жика Миленковић | (као Жика Миленковић) |
| Тамара Милетић          |                       |
| Жарко Митровић          |                       |
| Славко Симић            |                       |
| Виктор Старчић          |                       |
| Милутин Мића Татић      |                       |